# Johan Kihl
Johan Kihl, född 14 januari 1946 i Kristinehamn, är en svensk pensionerad generallöjtnant. Kihl var huvudsakligen verksam inom kavalleriet inom svenska armén. Kihl gjorde sig bland annat känd som en stark förespråkare för Nätverksbaserat försvar (NBF) inom Sveriges försvar.

## Biografi
Kihl blev gymnasieingenjör år 1965, officer vid Västerbottens regemente (I 20) år 1969, kom till Norrlands dragoner år 1970, blev kapten vid Livgardesskvadronen (K 1) år 1972, tjänstgjorde år 1974 vid brittiska Rhenarmén, och kom till Livgardets dragoner (K 1) år 1977. Han befordrades till major år 1980, kom till Försvarsstaben år 1981, blev generalstabsofficer och kom till Arméstaben år 1982, och tjänstgjorde vid svenska FN-bataljonen på Cypern år 1984. Han befordrades till överstelöjtnant år 1985, tilldelades år 1988 särskild tjänsteställning, och blev chef för grundutbildningsbataljonen vid Livregementets grenadjärer (I 3), blev överste och sektionschef inom Försvarsstabens planeringsledning år 1990, och regementschef för Norrlands dragonregemente (K 4) år 1992. Efter tiden på K 4 tjänstgjorde Kihl i Högkvarteret, där han bland annat förespråkade en kraftsatsning på Nätverksbaserat försvar. Kihl gick i pension år 2004.
Efter sin pensionering har han varit konsult åt bland annat Saab AB.
Kihl är ledamot av Kungliga Krigsvetenskapsakademien sedan år 1995, invald med nummer 1996.